# Calamaria yunnanensis
Calamaria yunnanensis este o specie de șerpi din genul Calamaria, familia Colubridae, descrisă de Sergius Aleksandrovich Chernov în anul 1962. A fost clasificată de IUCN ca specie în pericol. Conform Catalogue of Life specia Calamaria yunnanensis nu are subspecii cunoscute.